# Tomoaki Seino
Tomoaki Seino (født 29. september 1981) er en tidligere japansk fodboldspiller.
Han har spillet for flere forskellige klubber i sin karriere, herunder Júbilo Iwata og Consadole Sapporo.